# Огненноспинная лофура
Огненноспинная лофура (лат. Lophura ignita) — вид птиц семейства фазановых.

## Распространение
Водится в лесных низменностях полуострова Малакка, Борнео и Суматры.

## Описание
Самцы огненноспинной лофуры достигают длины 65—70 см, из которых на хвост приходится 24—30 см; масса тела варьируется от 1,81 до 2,5 кг.
Оперение самца чёрное с пурпурным металлическим оттенком. Спинная часть, поясница, брюхо и бока имеют бархатно-красную окраску. Хвост сине-чёрный, средние два рулевых пера жёлто-бурые. На голове имеется короткий хохолок в виде пучка перьев (чёрные). Вокруг глаз широкая область синей голой кожи. Ноги серые, реже имеют красноватый оттенок. Клюв — желтовато-белый.
Самки несколько мельче и достигают длины 56—57 см и массы от 1,35 до 1,6 кг; длина хвоста также меньше и составляет 15—20 см. У самки верхняя сторона тела и хохолок каштаново-коричневые с лёгким красноватым оттенком и черноватыми отметинами. Нижняя сторона коричневая с беловатой каймой на перьях, низ брюха, подбородок и горло белые.

## Питание
Питается эта птица семенами, фруктами, насекомыми и их личинками.

## Размножение
В природных условиях обнаружена только одна кладка, в которой было 7 яиц. Насиживает кладку оба родителя. Птенцы становятся взрослыми только на третьем году жизни.

## Подвиды
Международный союз орнитологов выделяет два подвида:
- Lophura ignita ignita (Shaw, 1718)
- Lophura ignita nobilis (Sclater, 1863)